# Hypovertex lenticulatus
Hypovertex lenticulatus är en kvalsterart som beskrevs av Kahwash, Ruiz och Subías 1990. Hypovertex lenticulatus ingår i släktet Hypovertex och familjen Scutoverticidae. Inga underarter finns listade i Catalogue of Life.